# Tablja
Tablja, nikad dovršena kula iznad Cetinjskoga manastira (hrvatski samostana), podignuta za doba Petra II. Petrović Njegoša, s ciljem da posluži posljednjoj liniji obrane.
Riječ tablja potječe iz arapskoga jezika i općenito označava topničku utvrdu ili izvidnicu. Njegoš je planirao da u njoj, zlu ne trebalo, može biti smještena posada od 24 vojnika. No, zdanje Tablje nikada nije do kraja ozidano.
Crnogorci su na Tablju kačili posječene turske glave čiji je broj tijekom vremena silno porastao. Jezivi prizor Tablje, koja je dominirala Cetinjem "okićena" brojnim turskim lubanjama, sablažnjavala je i inozemne posjetioce koji su o tom ostavljali zapise.
Tek je 1876. knez Nikola I. Petrović zabranio Crnogorcima da tijekom predstojeće bitke na Vučijem dolu sijeku Turcima glave i to uglavnom zbog nazočnosti inozemnih novinara i diplomata.
Tablja je porušena 1937. godine.

## Vanjske poveznice
- www.scribd.com – Miroslav Ćosović: »Dvije suprotnosti – Ćele kula i Tablja«  Arhivirana inačica izvorne stranice od 17. travnja 2015. (Wayback Machine) (Portal Analitika, 28. srpnja 2012.)